# Radio Emilia 5.9 - La mia vita dopo il terremoto
Radio Emilia 5.9 - La mia vita dopo il terremoto è stato un programma televisivo italiano trasmesso in prima visione originaria su MTV Italia nel 2013.

## Il programma
Le riprese si sono svolte nell'autunno e inverno 2012; il programma racconta la vita di un gruppo di ragazzi di Cavezzo durante la realizzazione di una web radio in seguito al terremoto che ha colpito l'Emilia nel maggio 2012. La radio ha attualmente sede a Carpi dove prosegue la propria attività.

## Puntate

### Puntate ordinarie
Le puntate regolari, o puntate ordinarie del programma, furono trasmesse in prima visione in Italia da MTV dal 14 gennaio 2013 al 25 gennaio 2013.
| n° | Titolo                                        | Prima TV Italia |
| -- | --------------------------------------------- | --------------- |
| 1  | Eugenio, Doina, Sippo, Luca... e una webradio | 14 gennaio 2013 |
| 2  | Sotto la tenda c'è... una scuola!             | 14 gennaio 2013 |
| 3  | In viaggio per incontrare Ligabue             | 15 gennaio 2013 |
| 4  | Come funziona una radio?                      | 15 gennaio 2013 |
| 5  | Radio, ma quanto mi costi?                    | 16 gennaio 2013 |
| 6  | Riapre la scuola, si balla!                   | 16 gennaio 2013 |
| 7  |                                               | 17 gennaio 2013 |
| 8  | La prima prova                                | 17 gennaio 2013 |
| 9  | In cerca di soldi                             | 18 gennaio 2013 |
| 10 | A Bologna per raccogliere fondi               | 18 gennaio 2013 |
| 11 | Dividersi i compiti                           | 21 gennaio 2013 |
| 12 | La prima prova                                | 21 gennaio 2013 |
| 13 | La pizzata                                    | 22 gennaio 2013 |
| 14 | Verso la prima diretta                        | 22 gennaio 2013 |
| 15 | Tutti a ballare per finanziare la radio       | 23 gennaio 2013 |
| 16 | Il giorno della verità                        | 23 gennaio 2013 |
| 17 | La prima diretta                              | 24 gennaio 2013 |
| 18 | Bisogna festeggiare                           | 24 gennaio 2013 |
| 19 | E' festa finalmente                           | 25 gennaio 2013 |
| 20 | L'ospite misterioso                           | 25 gennaio 2013 |

### Puntate speciali
Le puntate speciali Best Of 1 e Best Of 2 del programma vennero mandate in onda di sabato, rispettivamente dopo la prima parte e dopo la seconda parte del ciclo di puntate ordinarie. Successivamente vennero mandate in onda ulteriori puntate speciali.
| n° | Titolo                                | Prima TV Italia |
| -- | ------------------------------------- | --------------- |
| 1  | Best Of 1                             | 19 gennaio 2013 |
| 2  | Best Of 2                             | 26 gennaio 2013 |
| 3  | La nuova sede                         |                 |
| 4  | Il terremoto - un anno dopo - Parte 1 |                 |
| 5  | Il terremoto - un anno dopo - Parte 2 |                 |